# Ludvík Kundera
Pour les articles homonymes, voir Ludvík Kundera (1891-1971) et Kundera.

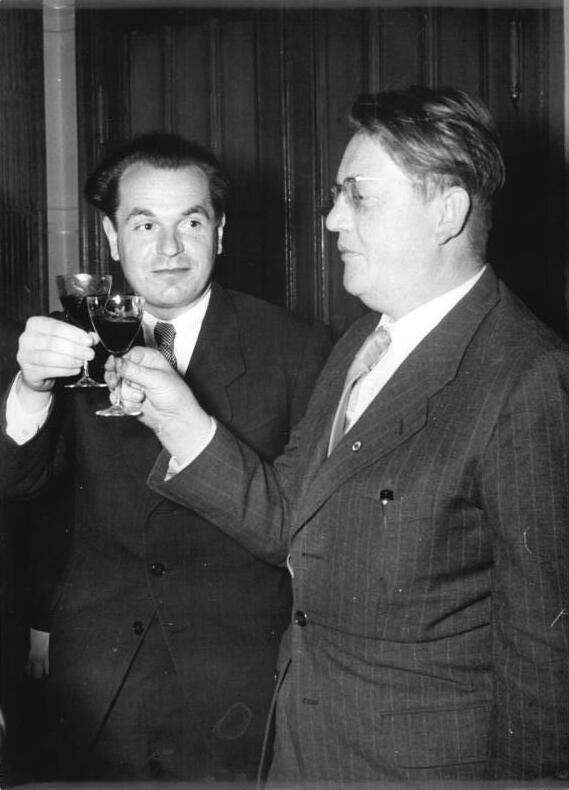
Ludvík Kundera (à gauche) avec l’écrivain allemand Kurt Barthel (1954).

Ludvík Kundera est un poète, dramaturge, essayiste, historien de la littérature et traducteur tchèque, né le 22 mars 1920 à Brno, en Moravie, et mort le 17 août 2010 à Boskovice.

## Repères biographiques
En 1938, Ludvík Kundera s'inscrit à l'Université Charles de Prague, section: langues et litteratures tchèques et allemandes.
Éditeur de revue Blok, Host do domu et Meandr (1968-1970), il écrit une très importante biographie du poète František Halas et effectue de nombreuses traductions en tchèque depuis le bulgare, le français, l'allemand et le slovaque, ainsi que du tchèque vers l'allemand. On lui doit des traductions en tchèque de René Char, Robert Desnos, Paul Éluard, Jean Arp, Bertolt Brecht, Heinrich Böll, Ludwig Renn  ou encore Rainer Maria Rilke.
Il a longtemps habité à Kunštát, petite ville de Moravie du Sud.
Il meurt le 17 août 2010 à 90 ans.

### Parenté
Il est le cousin de l'écrivain Milan Kundera, le neveu du pianiste Ludvík Kundera (1891-1971) et également parent du peintre Rudolf Kundera (1911-2005).

### Pseudonymes
Ludvík Kundera a aussi écrit sous les pseudonymes de Fernand Gromaire, Jiří Koutník et Ján Raum.

## Œuvres (en tchèque)
- Letní kniha přání a stížností, 1962
- Totální kuropění, 1962
- Tolik cejchů, 1966
- Fragment, 1967
- Nežert, 1967
- Odjezd, 1967
- Ptaní, 1990
- Malé radosti, 1991
- Ztráty a nálezy, 1991
- Řečiště, 1993

- Œuvres complètes, tomes I-XVII, 1994-2006